# Shi mian mai fu
Shi mian mai fu (bra: O Clã das Adagas Voadoras; prt: O Segredo dos Punhais Voadores) é um filme sino-honconguês de 2004, dos gêneros ação e drama histórico-romântico, dirigido por Zhang Yimou.

## Sinopse
Os soldados Jin e Leo partem numa secreta missão de capturar o líder do clã das adagas voadoras, mas acabam se apaixonando por Mei, uma guerreira cega.

## Elenco principal
- Takeshi Kaneshiro, como Capitão Jin
- Andy Lau, como Capitão Leo
- Zhang Ziyi, como Mei
- Song Dandan, como Yee